# Koninklijke Sint-Mariakerk
De Koninklijke Sint-Mariakerk (Frans: Église royale Sainte-Marie) is een kerk in de Belgische gemeente Schaarbeek, op het einde van de Koningsstraat.
Louis Van Overstraeten, een jonge architect uit Gent, won in 1844 de architectuurwedstrijd die was uitgeschreven voor de bouw van een koninklijke kerk. Hij overleed op 31-jarige leeftijd en zou de voltooiing van het gebouw niet meer meemaken. De kerk moest komen op het tracé dat leidde van het koninklijk paleis van Brussel naar dat van Laken. Het plan voorzag in een kerkgebouw in byzantijns-romaanse stijl met een centraal achthoekig grondplan omringd door straalkapellen. Het geheel werd bekroond met een door bundelpijlers gedragen koepel op gewelfzwikken. Het gewicht van de koepel werd verkleind door het gebruik van metaal en lichte bekledingsmaterialen. Licht stroomt binnen in de basis van de tambour via een gordel van vensters ter hoogte van de kroonlijst. Van Overstraeten voegde verder ook luchtbogen toe om de structuur te verstevigen.
De bouw begon in 1845 en de inwijding van de kerk vond plaats op 15 augustus 1853, als eerbetoon aan koningin Louise-Marie die drie jaar eerder overleden was. In de kerk vond de begrafenis plaats van de Italiaanse componist Giacomo Puccini die op 29 november 1924 in Brussel overleed. Speciaal voor deze gelegenheid kwam de Italiaanse orkestleider Arturo Toscanini de treurmars uit de derde akte van de opera Edgar van Puccini dirigeren. De koninklijke Sint-Mariakerk is sinds 1976 een beschermd monument.